# SN 2004bx
SN 2004bx – supernowa odkryta 6 kwietnia 2004 roku w galaktyce A135951+6230. W momencie odkrycia miała maksymalną jasność 26,30m.